# Gnathia camuripenis
Gnathia camuripenis is een pissebed uit de familie Gnathiidae. De wetenschappelijke naam van de soort is voor het eerst geldig gepubliceerd in 2004 door Tanaka.